# 董光昌
董光昌（1928年—），男，江西浮梁人，中国数学家，曾任浙江大学教授、博士生导师，中国数学会理事，中国工业与应用数学学会常务理事。